# Loren Rush
Loren Rush (* 23. August 1935) ist ein US-amerikanischer Komponist und Pianist.
Der Mitbegründer und Präsident der Good Sound Foundation forschte auf den Gebieten digitaler Aufnahme- und Wiedergabesysteme, digitaler Tonsignalbearbeitung, der Simulation akustischer Umgebungen und der Entwicklung intelligenter Musikanalysesysteme. Ende der 1950er Jahre spielte er mit Pauline Oliveros, Terry Riley, Laurel Johnson, Robert Erickson und Bill Butler eine Reihe von Aufnahmen ein, in denen mit Improvisationsmusik und Aleatorik experimentiert wurde. Seine aleatorische Komposition Hexahedron (1963) wurde von dem Pianisten Dwight Peltzer aufgenommen. 
Im Auftrag von Niklas Wyss und dem San Francisco Symphony Orchestra komponierte er 1973 I'll See You in My Dreams für verstärktes Orchester und Tonband, das erste Werk, in dem die elektronische Verstärkung eines ganzen Orchesters künstlerisch eingesetzt wurde. Sein Song and Dance (1975), ein Auftragswerk für Seiji Ozawa und das San Francisco Symphony Orchestra, ist die erste Komposition für Orchester und computergenerierte digitale Livemusik.